# Allium valdecallosum
Allium valdecallosum — вид трав'янистих рослин родини амарилісові (Amaryllidaceae), ендемік Марокко.

## Опис
Цибулина яйцеподібно-еліпсоїдна до еліпсоїдної, 15–20 × 7–12 мм; зовнішні оболонки волокнисті, коричневі, а внутрішні — мембранні, білуваті. Стебло 12–35 см заввишки, циліндричне, зелене, голе, прямостійне, вкрите листковими піхвами до 1/2 довжини. Листків 4, волосисті на піхвах і біля основи, волоски завдовжки 0.5–2.5 мм, листові пластини завдовжки 15–28 см, шириною 1.5–3.0 мм, субциліндричні, з 2 вентральними ребрами. Суцвіття нещільне, 5–25(50)-квіткове. Оцвітина дзвінчаста. Листочки оцвітини майже рівні, довгасті до яйцеподібних, тупі на верхівці, з базальним потовщенням, зеленувато-жовті, довжиною 5.0–6.5 мм, шириною 2.5–3.2 мм, із зеленою середньою жилкою. Пиляки жовті, довгасті. Коробочка триклапанна, субкуляста, зеленувата, 5.0–5.5 × 5.5–6.0 мм. 2n = 32.
Цвіте в травні-червні; плодоносить у червні.

## Поширення
Ендемік Марокко (Високий Атлас).
Це дуже рідкісний вид, відомий з ущелини Тодра (Марокко), де він росте в скелястих щілинах дивовижних вертикальних стін, складених з вапняків, які датується юрським періодом. Вид також був знайдений на новому місці у Високому Атласі, в долині поблизу Імі-н-Тала, на південь від Марракеша. В обох місцях A. valdecallosum росте на вапняку ≈ 1500 м н.р.м., у гірському поясі, що характеризується посушливим біокліматом з досить розсіяною та флористично дуже бідною рослинністю.